# Carlos Iglesias (actor)
Carlos Iglesias  (Buenos Aires, Argentina; 1944) es un exmodelo, conductor, locutor, productor y actor argentino.

## Carrera
Deportista y de profesión comisario de a bordo en Aerolíneas Argentinas, Iglesias se inició como modelo de pasarelas debido a su altura, complexión delgada y un rostro seductor, que pronto lo llevaron a la televisión en varias publicidades de cigarrillos (Reemstma-R6), automóviles (Peugeot 504), ropa, vinos (Viejo Viñedo) y artefactos como el calefón Longvie. En 1980 llegó a la conducción del programa Feliz domingo junto con Silvio Soldán. En 1981 fue productor del programa Tango y Goles conducido por Santiago Bal. También condujo junto a Mora Furtado un show de modas y presentó el concurso de "Modelo Utilísima" con Nequi Galotti, que era un concurso se aspirantes a modelos que realizaban durante todo el año por distintas provincias del país. Junto a Adriana Ortemberg crearon una escuela de modelos para entrenar a las aspirantes para participar de los desfiles de ExpoUtilísima.
Tuvo varias intervenciones en cine como en Gran valor (1980) con dirección de Enrique Cahen Salaberry, con Juan Carlos Calabró y Graciela Alfano; Susana quiere, el negro también! (1987) dirigida por Julio de Grazia y protagonizada por Alberto Olmedo y Susana Traverso; y Comisario Ferro (1998) de la mano de Juan Rad, de la cual cumplió su único rol como protagonista junto a Patricia Echegoyen, su voz estuvo doblada por el actor Aldo Barbero.
Consagrado en la radio con El Reporter Esso, también trabajó como locutor comercial en los partidos de fútbol que se transmitían por Canal 7 junto con Eduardo Lorenzo Borocotó en los relatos y con Ampelio Liberali en comentarios.

## Filmografía
- 1998: Comisario Ferro.[5]
- 1987: Susana quiere, el negro también!.
- 1980: Gran valor.

## Televisión
Como conductor:
- 1989: Show de modas, emitido por Utilísima Satelital.
- 1980: Feliz domingo.

Como productor:
- 1981: Tango y Goles.